# کوه (فیلم ۲۰۱۶)
کوه (ایتالیایی: Monte) یک فیلم درام به کارگردانی امیر نادری محصول سال ۲۰۱۶ مشترک ایتالیا، فرانسه و ایالات متحدهٔ آمریکاست. این فیلم بیستمین فیلم کارگردانی شده توسط امیر نادری است.

## داستان
مردی به همراه خانواده اش سعی می‌کند وظیفه ای که نیاکانش بر عهده او گذاشتند را انجام دهد. همه او را طرد می‌کنند اما او باز هم ادامه می‌دهد…